# غوستاف سفينسون
غوستاف سفينسون (بالسويدية: Gustav Svensson)‏ (و. 1987  م) هو لاعب كرة قدم، من السويد، ولد في غوتنبرغ، شارك في كأس العالم لكرة القدم 2018، يلعب كمُدَافِع.

## روابط خارجية
- غوستاف سفينسون على موقع الاتحاد الأوربي (الإنجليزية)
- غوستاف سفينسون على موقع اتحاد السويد (السويدية)
- غوستاف سفينسون على موقع اتحاد تركيا (لاعب) (الإنجليزية)
- غوستاف سفينسون على موقع اتحاد أوكرانيا (الإنجليزية)
- غوستاف سفينسون على موقع الدوري الأمريكي (الإنجليزية)
- غوستاف سفينسون على موقع قاعدة بيانات كرة القدم.إي يو (الإنجليزية)
- غوستاف سفينسون على موقع ناشيونال فوتبول تيمز (الإنجليزية)
- غوستاف سفينسون على موقع Soccerway.com (الإنجليزية)
- غوستاف سفينسون على موقع عالم كرة القدم.نت (الإنجليزية)